# Walter Hamada
Walter Hamada es un ejecutivo y productor de cine estadounidense. Se unió a New Line Cinema en 2007, donde fungió como productor ejecutivo de películas de terror como The Conjuring (2013), Annabelle (2014), The Conjuring 2 (2016), Lights Out (2016) e It (2017). En enero de 2018 fue nombrado presidente de Warner Bros. Pictures para la producción cinematográfica basada en DC (DC Films)  antes de dejar la empresa en octubre de 2022.  Paramount Pictures lo contrató para supervisar sus franquicias de películas de terror a partir de 2023.

## Carrera
Hamada comenzó su carrera como asistente en TriStar Pictures y se convirtió en vicepresidente de producción en Columbia Pictures supervisando películas como The Big Hit, Godzilla y SWAT. También supervisó el desarrollo para MBST Entertainment.  Hamada trabajó durante cuatro años como socio en la empresa de gestión y producción H2F Entertainment antes de marcharse en 2007 para unirse a New Line Cinema, una división de Warner Bros., donde se desempeñó como ejecutivo de producción durante una década.  Supervisó su lista de películas de terror con Dave Neustadter, incluida la serie The Conjuring e It (2017).  También coescribió la historia de 47 Ronin (2013), una película de Universal Pictures protagonizada por Keanu Reeves. 
En enero de 2018, después de que Justice League tuviera un desempeño comercial y crítico inferior,  Warner Bros. nombró a Hamada presidente de producción cinematográfica basada en DC (DC Films) en Warner Bros. Pictures. En esta capacidad supervisó la producción del Universo Extendido de DC (DCEU) y otras películas basadas en DC.  Según The Hollywood Reporter, su supervisión de la película de DC Shazam! (2019) en New Line impresionó a Toby Emmerich, el entonces presidente y director de contenido de Warner Bros. Pictures. En enero de 2021, firmó una extensión de su contrato con DC Films hasta 2023. 
El ex miembro del elenco del DCEU, Ray Fisher, acusó a Hamada de "socavar una investigación sobre la mala conducta que supuestamente ocurrió durante las nuevas tomas de Justice League de Joss Whedon",  una afirmación que Warner Bros. y Katherine B. Forrest, la persona a cargo de la investigación, disputaron. 
Cuando Warner Bros. Discovery canceló el estreno de la película Batgirl, Hamada supuestamente no fue consultado sobre la decisión y solo se enteró cuando los copresidentes y directores ejecutivos de Warner Bros. Pictures Group, Michael De Luca y Pamela Abdy, le informaron en una proyección de Black Adam. Hamada estaba molesto y consideró renunciar, pero aceptó quedarse hasta el lanzamiento de Black Adam.  Renunció el 19 de octubre de 2022, dos días antes de su liberación.
El 15 de noviembre de 2022, Paramount Pictures anunció que había firmado un contrato de producción de varios años con Hamada para supervisar sus películas de terror convencionales. El contrato entró en vigor el 1 de enero de 2023.  Más tarde, Hamada lanzó su propio sello de producción llamado 18hz Productions con sede en el estudio de Paramount Pictures. 

## Filmografía
| Año     | Título                          | Notas                                      |
| ------- | ------------------------------- | ------------------------------------------ |
| 2002    | Sorority Boys                   | Productor                                  |
| 2007    | Whisper                         | Productor                                  |
| 2009    | Friday the 13th                 | Productor Ejecutivo                        |
| 2009    | The Final Destination           | Productor Ejecutivo                        |
| 2010    | A Nightmare on Elm Street       | Productor Ejecutivo                        |
| 2011    | Final Destination 5             | Productor Ejecutivo                        |
| 2013    | The Incredible Burt Wonderstone | Productor Ejecutivo                        |
| 2013    | The Conjuring                   | Productor Ejecutivo                        |
| 2013    | 47 Ronin                        | Historia, productor Ejecutivo              |
| 2014    | Into the Storm                  | Productor Ejecutivo                        |
| 2014    | Annabelle                       | Productor Ejecutivo                        |
| 2015    | The Gallows                     | Productor Ejecutivo                        |
| 2016    | The Conjuring 2                 | Productor Ejecutivo                        |
| 2016    | Lights Out                      | Productor Ejecutivo                        |
| 2016    | Within                          | Productor Ejecutivo                        |
| 2016    | Wolves at the Door              | Productor Ejecutivo                        |
| 2017    | Annabelle: Creation             | Productor Ejecutivo                        |
| 2017    | It                              | Productor Ejecutivo                        |
| 2018    | Tag                             | Productor Ejecutivo                        |
| 2018    | The Nun                         | Productor Ejecutivo                        |
| 2018    | Aquaman                         | Executive producer                         |
| 2019    | ¡Shazam!                        | Productor Ejecutivo                        |
| 2019    | The Curse of La Llorona         | Productor Ejecutivo                        |
| 2019    | Joker                           | Productor Ejecutivo                        |
| 2020    | Birds of Prey                   | Productor Ejecutivo                        |
| 2020    | Wonder Woman 1984               | Productor Ejecutivo                        |
| 2021    | The Suicide Squad               | Productor Ejecutivo                        |
| 2022    | The Batman                      | Productor Ejecutivo                        |
| 2022    | Black Adam                      | Productor Ejecutivo                        |
| 2023    | Shazam! Fury of the Gods        | Productor Ejecutivo                        |
| 2023    | The Flash                       | Productor Ejecutivo                        |
| 2023    | Blue Beetle                     | Productor Ejecutivo                        |
| 2023    | Aquaman and the Lost Kingdom    | Productor Ejecutivo                        |
| Inédito | Batgirl                         | Productor ejecutivo; lanzamiento cancelado |